# (44117) Haroldlarson
(44117) Haroldlarson est un astéroïde de la ceinture principale.

## Description
(44117) Haroldlarson est un astéroïde de la ceinture principale. Il fut découvert le 21 avril 1998 à Kitt Peak par le projet Spacewatch. Il présente une orbite caractérisée par un demi-grand axe de 2,36 UA, une excentricité de 0,07 et une inclinaison de 3,9° par rapport à l'écliptique.

## Compléments